# 樊青典
樊青典（1911年—？），男，中华人民共和国政治人物，曾任天津市人民委员会副市长，天津市政协副主席，天津市人民检察院检察长。